# دانيلو ليم
دانيلو ليم هو سياسي فلبيني، ولد في 2 يونيو 1955 في الفلبين. حزبياً، نشط في بارتيدو ليبرال (بيليبيناس).